# Ptyssiglottis mucronata
Ptyssiglottis mucronata är en akantusväxtart som beskrevs av B. Hansen. Ptyssiglottis mucronata ingår i släktet Ptyssiglottis och familjen akantusväxter. Inga underarter finns listade i Catalogue of Life.